# Hinnerk Jensen
Hinnerk Jensen (* vor 1962) ist ein deutscher Schauspieler, der als Produktions- und Herstellungsleiter mit dem Schwerpunkt Auslandsproduktionen tätig ist, zum Beispiel bei der ARD-Fernsehserie Offroad.TV

## Leben
Nach Abschluss einer Banklehre 1978 kam Jensen zum Film und Fernsehen, wo er in verschiedenen Produktionen als Schauspieler mitwirkte. Besonders bekannt wurde seine Hauptrolle in Britta. Später arbeitete er als Aufnahme- und Herstellungsleiter, seit 2007 fest angestellt bei der Produktionsfirma dm-film in Hamburg.

## Filmografie
- 1977: Britta – Regie: Berengar Pfahl (mit Ulrike Kriener und Verena Plangger)
- 1978: Jerusalem, Jerusalem – Regie: Berengar Pfahl (mit Verena Plangger und Tine Seebohm)
- 1982: Schnitzeljagd – Regie: Berengar Pfahl (mit Ulrike Kriener und Verena Plangger)
- 1983: Chamäleon (Fernsehserie) – (mit Ursula von Reibnitz, Ulrike Kriener und Verena Plangger)
- 1985: Britta II – Neues von Britta – Regie: Berengar Pfahl (mit Ulrike Kriener und Verena Plangger)
- 2012: Die Männer der Emden – Rolle: Maat Grohe